# Mactra sauliana
Mactra sauliana is een tweekleppigensoort uit de familie van de Mactridae. De wetenschappelijke naam van de soort is voor het eerst geldig gepubliceerd in 1838 door Gray.